# تل العير
تل العير بلدة سوريّة تتبع إداريّاً لمحافظة حلب منطقة منبج ناحية مسكنة، بلغ تعداد سكانها 306 نسمة حسب التعداد السكاني لعام 2004.